# Атяевка
Атяевка — деревня в Кромском районе Орловской области России. Административный центр Большеколчевского сельского поселения. 

## География
Деревня находится вблизи реки Крома, на расстоянии 2 км к юго-востоку от посёлка городского типа Кромы, административного центра района, и 38 км к юго-западу от города Орёл, административного центра области.

### Часовой пояс
Деревня Атяевка, как и вся Орловская область, находится в часовой зоне МСК (московское время). Смещение применяемого времени относительно UTC составляет +3:00.

## Население
| 2002 | 2010 |
| ---- | ---- |
| 221  | ↘219 |

### Национальный состав
Согласно результатам переписи 2002 года, в национальной структуре населения русские составляли 99 % из 221 чел.

## Известные уроженцы
- Лебедев, Николай Афанасьевич (1924—2002) — советский военнослужащий, старшина. Полный кавалер ордена Славы.
- Макарова, Нина Григорьевна (1918—2005) — советская звеньевая-коноплевод, Герой Социалистического Труда.